# Olaszország az 1988. évi nyári olimpiai játékokon
Olaszország a dél-koreai Szöulban megrendezett 1988. évi nyári olimpiai játékok egyik részt vevő nemzete volt. Az országot az olimpián 23 sportágban 256 sportoló képviselte, akik összesen 14 érmet szereztek.

## Érmesek
| Érem  | Versenyző                                                                                        | Sportág   | Versenyszám            |
| ----- | ------------------------------------------------------------------------------------------------ | --------- | ---------------------- |
| Arany | Gelindo Bordin                                                                                   | Atlétika  | Férfi maraton          |
| Arany | Vincenzo Maenza                                                                                  | Birkózás  | Kötöttfogás, 48 kg     |
| Arany | Carmine Abbagnale Giuseppe Abbagnale Giuseppe Di Capua                                           | Evezés    | Férfi kormányos kettes |
| Arany | Piero Poli Gianluca Farina Davide Tizzano Agostino Abbagnale                                     | Evezés    | Férfi négypárevezős    |
| Arany | Giovanni Parisi                                                                                  | Ökölvívás | Pehelysúly             |
| Arany | Stefano Cerioni                                                                                  | Vívás     | Férfi tőr, egyéni      |
| Ezüst | Salvatore Antibo                                                                                 | Atlétika  | Férfi 10 000 m         |
| Ezüst | Carlo Massullo                                                                                   | Öttusa    | Egyéni                 |
| Ezüst | Carlo Massullo Daniele Masala Gianluca Tiberti                                                   | Öttusa    | Csapat                 |
| Ezüst | Dorina Vaccaroni Margherita Zalaffi Francesca Bortolozzi-Borella Lucia Traversa Annapia Gandolfi | Vívás     | Női tőr, csapat        |
| Bronz | Maurizio Damilano                                                                                | Atlétika  | Férfi 20 km gyaloglás  |
| Bronz | Stefano Battistelli                                                                              | Úszás     | Férfi 400 m vegyes     |
| Bronz | Giovanni Scalzo                                                                                  | Vívás     | Férfi kard, egyéni     |
| Bronz | Giovanni Scalzo Marco Marin Gianfranco Dalla Barba Ferdinando Meglio Massimo Cavaliere           | Vívás     | Férfi kard, csapat     |

## Asztalitenisz
Férfi
| Versenyző          | Versenyszám | Csoportkör | Csoportkör | Nyolcaddöntő      | Negyeddöntő       | Elődöntő          | Döntő             | Helyezés |
| Versenyző          | Versenyszám | Ellenfél Eredmény | Hely.      | Ellenfél Eredmény | Ellenfél Eredmény | Ellenfél Eredmény | Ellenfél Eredmény | Helyezés |
| ------------------ | ----------- | --- | ---------- | ----------------- | ----------------- | ----------------- | ----------------- | -------- |
| Massimo Costantini | Egyes       | H csoport · Liu Fuk Man (HKG) · 0:3 · Kim Van (Kim Wan) (KOR) · 1:3 · Andrej Mazunov (URS) · 0:3 · Garfield Jones (JAM) · 3:2 · Marcos Núñez (CHI) · 3:0 · Ilija Lupulesku (YUG) · 1:3 · Ono Szeidzsi (JPN) · 2:3 | 6.         | kiesett           | kiesett           | kiesett           | kiesett           | 41.      |

## Atlétika
Férfi
| Versenyző                                                      | Versenyszám     | Előfutam | Előfutam | Előfutam | Negyeddöntő | Negyeddöntő | Negyeddöntő | Elődöntő | Elődöntő | Elődöntő | Döntő    | Döntő    |
| Versenyző                                                      | Versenyszám     | Idő      | Hely.    | Össz.    | Idő         | Hely.       | Össz.       | Idő      | Hely.    | Össz.    | Idő      | Helyezés |
| -------------------------------------------------------------- | --------------- | -------- | -------- | -------- | ----------- | ----------- | ----------- | -------- | -------- | -------- | -------- | -------- |
| Pier-Francesco Pavoni                                          | 100 m           | 10,36    | 2.       | 11.      | 10,33       | 4.          | 15.*        | kiesett  | kiesett  | kiesett  | kiesett  | kiesett  |
| Ezio Madonia                                                   | 100 m           | 10,40    | 2.       | 16.**    | 10,38       | 4.          | 22.*        | kiesett  | kiesett  | kiesett  | kiesett  | kiesett  |
| Michele Lazazzera                                              | 100 m           | 10,47    | 3.       | 25.**    | 10,50       | 5.          | 31.*        | kiesett  | kiesett  | kiesett  | kiesett  | kiesett  |
| Stefano Tilli                                                  | 200 m           | 20,68    | 1.       | 5.       | 20,67       | 2.          | 10.         | 20,59    | 5.       | 10.      | kiesett  | kiesett  |
| Pietro Mennea                                                  | 200 m           | 21,10    | 4.       | 24.*     | kiesett     | kiesett     | kiesett     | kiesett  | kiesett  | kiesett  | kiesett  | kiesett  |
| Donato Sabia                                                   | 800 m           | 1:47,84  | 3.       | 20.      | 1:46,58     | 1.          | 14.         | 1:44,90  | 3.       | 5.       | 1:48,03  | 7.       |
| Tonino Viali                                                   | 800 m           | 1:47,74  | 3.       | 17.      | 1:50,85     | 7.          | 31.         | kiesett  | kiesett  | kiesett  | kiesett  | kiesett  |
| Gennaro Di Napoli                                              | 1500 m          | 3:41,85  | 5.       | 19.      |             |             |             | 3:43,58  | 11.      | 21.      | kiesett  | kiesett  |
| Stefano Mei                                                    | 5000 m          | 13:42,96 | 1.       | 1.       |             |             |             | 13:24,20 | 1.       | 8.       | 13:26,17 | 7.       |
| Salvatore Antibo                                               | 5000 m          | 13:58,08 | 2.       | 25.      |             |             |             | 13:25,64 | 8.       | 16.      | kiesett  | kiesett  |
| Salvatore Antibo                                               | 10 000 m        | 28:09,35 | 4.       | 4.       |             |             |             |          |          |          | 27:23,55 |          |
| Alberto Cova                                                   | 10 000 m        | 28:43,84 | 10.      | 22.      |             |             |             |          |          |          | kiesett  | kiesett  |
| Ezio Madonia Sandro Floris Pier-Francesco Pavoni Stefano Tilli | 4 × 100 m váltó | 39,20    | 3.       | 8.       |             |             |             | 38,65    | 2.       | 4.       | 38,54    | 5.       |
| Gelindo Bordin                                                 | Maraton         |          |          |          |             |             |             |          |          |          | 2:10:32  |          |
| Orlando Pizzolato                                              | Maraton         |          |          |          |             |             |             |          |          |          | 2:15:20  | 16.      |
| Gianni Poli                                                    | Maraton         |          |          |          |             |             |             |          |          |          | 2:16:07  | 19.      |
| Alessandro Lambruschini                                        | 3000 m akadály  | 8:32,59  | 4.       | 5.       |             |             |             | 8:16,92  | 2.       | 6.       | 8:12,17  | 4.       |
| Francesco Panetta                                              | 3000 m akadály  | 8:29,75  | 1.       | 1.       |             |             |             | 8:17,23  | 5.       | 7.       | 8:17,79  | 9.       |
| Maurizio Damilano                                              | 20 km gyaloglás |          |          |          |             |             |             |          |          |          | 1:20:14  |          |
| Giovanni De Benedictis                                         | 20 km gyaloglás |          |          |          |             |             |             |          |          |          | 1:21:18  | 9.       |
| Carlo Mattioli                                                 | 20 km gyaloglás |          |          |          |             |             |             |          |          |          | 1:22:58  | 19.      |
| Raffaello Ducceschi                                            | 50 km gyaloglás |          |          |          |             |             |             |          |          |          | 3:45:43  | 8.       |
| Giovanni Perricelli                                            | 50 km gyaloglás |          |          |          |             |             |             |          |          |          | 3:47:14  | 11.      |
| Sandro Bellucci                                                | 50 km gyaloglás |          |          |          |             |             |             |          |          |          | 4:04:56  | 32.      |

| Versenyző            | Versenyszám   | Selejtező   | Selejtező | Döntő       | Döntő    |
| Versenyző            | Versenyszám   | Eredmény    | Helyezés  | Eredmény    | Helyezés |
| -------------------- | ------------- | ----------- | --------- | ----------- | -------- |
| Luca Toso            | Magasugrás    | 225 cm      | 16.       | 225 cm      | 13.      |
| Giovanni Evangelisti | Távolugrás    | 781 cm      | 10.       | 808 cm      | 4.       |
| Alessandro Andrei    | Súlylökés     | 20,18 (h) m | 6.        | 20,36 (h) m | 7.       |
| Lucio Serrani        | Kalapácsvetés | 70,50 m     | 21.       | kiesett     | kiesett  |

Női
| Versenyző                                                       | Versenyszám     | Előfutam | Előfutam | Előfutam | Negyeddöntő | Negyeddöntő | Negyeddöntő | Elődöntő | Elődöntő | Elődöntő | Döntő    | Döntő    |
| Versenyző                                                       | Versenyszám     | Idő      | Hely.    | Össz.    | Idő         | Hely.       | Össz.       | Idő      | Hely.    | Össz.    | Idő      | Helyezés |
| --------------------------------------------------------------- | --------------- | -------- | -------- | -------- | ----------- | ----------- | ----------- | -------- | -------- | -------- | -------- | -------- |
| Marisa Masullo                                                  | 100 m           | 11,71    | 5.       | 36.*     | kiesett     | kiesett     | kiesett     | kiesett  | kiesett  | kiesett  | kiesett  | kiesett  |
| Rosella Tarolo                                                  | 100 m           | 11,86    | 5.       | 43.*     | kiesett     | kiesett     | kiesett     | kiesett  | kiesett  | kiesett  | kiesett  | kiesett  |
| Anna Rita Angotzi                                               | 200 m           | 23,59    | 4.       | 27.      | 23,33       | 6.          | 21.         | kiesett  | kiesett  | kiesett  | kiesett  | kiesett  |
| Marisa Masullo                                                  | 200 m           | 23,58    | 5.       | 26.      | 23,52       | 6.          | 25.         | kiesett  | kiesett  | kiesett  | kiesett  | kiesett  |
| Roberta Brunet                                                  | 3000 m          | 8:53,04  | 12.      | 18.      |             |             |             |          |          |          | kiesett  | kiesett  |
| Rosanna Munerotto                                               | 10 000 m        | 32:06,76 | 9.       | 9.       |             |             |             |          |          |          | 32:29,84 | 14.      |
| Laura Fogli                                                     | Maraton         |          |          |          |             |             |             |          |          |          | 2:27:49  | 6.       |
| Maria Curatolo                                                  | Maraton         |          |          |          |             |             |             |          |          |          | 2:30:14  | 8.       |
| Antonella Bizioli                                               | Maraton         |          |          |          |             |             |             |          |          |          | 2:34:38  | 23.      |
| Irmgard Trojer                                                  | 400 m gát       | 55,74    | 4.       | 9.       | kiesett     | kiesett     | kiesett     | kiesett  | kiesett  | kiesett  | kiesett  | kiesett  |
| Anna Rita Angotzi Rosella Tarolo Daniela Ferrian Marisa Masullo | 4 × 100 m váltó | 44,33    | 5.       | 14.      |             |             |             | 43,97    | 7.       | 12.      | kiesett  | kiesett  |

| Versenyző           | Versenyszám | Selejtező | Selejtező | Döntő    | Döntő    |
| Versenyző           | Versenyszám | Eredmény  | Helyezés  | Eredmény | Helyezés |
| ------------------- | ----------- | --------- | --------- | -------- | -------- |
| Antonella Capriotti | Távolugrás  | 631 cm    | 19.       | kiesett  | kiesett  |

* - egy másik versenyzővel azonos eredményt ért el

** - két másik versenyzővel azonos eredményt ért el

## Birkózás
Kötöttfogású
| Versenyző         | Versenyszám | Vigaszágas kiesés | Vigaszágas kiesés | Helyosztók        | Helyosztók        | Bronz- mérkőzés   | Döntő                    | Helyezés    |
| Versenyző         | Versenyszám | Vigaszágas kiesés | Vigaszágas kiesés | 7. helyért        | 5. helyért        | Bronz- mérkőzés   | Döntő                    | Helyezés    |
| Versenyző         | Versenyszám | Ellenfél Eredmény | Hely.             | Ellenfél Eredmény | Ellenfél Eredmény | Ellenfél Eredmény | Ellenfél Eredmény        | Helyezés    |
| ----------------- | ----------- | --- | ----------------- | ----------------- | ----------------- | ----------------- | ------------------------ | ----------- |
| Vincenzo Maenza   | 48 kg       | A csoport · Lars Rønningen (NOR) · 11–0 · Szaitó Ikuzó (JPN) · 9–1 · Mark Fuller (USA) · 7–4 · Bratan Cenov (BUL) · 4–3 · Markus Scherer (FRG) · 15–1 | 1.                |                   |                   |                   | Andrzej Głąb (POL) · 3–0 |             |
| Ernesto Razzino   | 82 kg       | B csoport · Bogdan Daras (POL) · 2–3 · Mihail Mamiasvili (URS) · passzivitás                                                                          | 8.                | kiesett           | kiesett           | kiesett           | kiesett                  | helyezetlen |
| Fabio Valguarnera | 130 kg      | B csoport · Roman Wrocławski (POL) · passzivitás · Rangel Gerovszki (BUL) · passzivitás                                                               | 6.                | kiesett           | kiesett           | kiesett           | kiesett                  | helyezetlen |

Szabadfogású
| Versenyző          | Versenyszám | Vigaszágas kiesés | Vigaszágas kiesés | Helyosztók             | Helyosztók        | Bronz- mérkőzés   | Döntő             | Helyezés |
| Versenyző          | Versenyszám | Vigaszágas kiesés | Vigaszágas kiesés | 7. helyért             | 5. helyért        | Bronz- mérkőzés   | Döntő             | Helyezés |
| Versenyző          | Versenyszám | Ellenfél Eredmény | Hely.             | Ellenfél Eredmény      | Ellenfél Eredmény | Ellenfél Eredmény | Ellenfél Eredmény | Helyezés |
| ------------------ | ----------- | --- | ----------------- | ---------------------- | ----------------- | ----------------- | ----------------- | -------- |
| Giovanni Schillaci | 62 kg       | A csoport · Huang Csien-lung (Huang Chien-Lung) (TPE) · 18–2 · Theodore Dikanda (SWE) · 7–1 · Avirmediin Enkhee (MGL) · 2–6 · a 4. fordulóban erőnyerő · John Smith (USA) · kétvállas | 4.                | Gary Bohay (CAN) · 5–0 |                   |                   |                   | 7.       |

## Cselgáncs
| Versenyző          | Versenyszám  | Csoport | Selejtező                     | 32-es főtábla                           | Nyolcaddöntő                                    | Negyeddöntő                              | Elődöntő          | Vigaszág nyolcaddöntő | Vigaszág negyeddöntő | Vigaszág elődöntő                | Bronz- mérkőzés   | Döntő             | Helyezés |
| Versenyző          | Versenyszám  | Csoport | Ellenfél Eredmény             | Ellenfél Eredmény                       | Ellenfél Eredmény                               | Ellenfél Eredmény                        | Ellenfél Eredmény | Ellenfél Eredmény     | Ellenfél Eredmény    | Ellenfél Eredmény                | Ellenfél Eredmény | Ellenfél Eredmény | Helyezés |
| ------------------ | ------------ | ------- | ----------------------------- | --------------------------------------- | ----------------------------------------------- | ---------------------------------------- | ----------------- | --------------------- | -------------------- | -------------------------------- | ----------------- | ----------------- | -------- |
| Marino Cattedra    | Légsúly      | A       | Csák József (HUN) · 0010–0110 | kiesett                                 | kiesett                                         | kiesett                                  | kiesett           |                       |                      |                                  |                   |                   | 35.      |
| Ezio Gamba         | Könnyűsúly   | B       | erőnyerő                      | Alpaslan Ayan (TUR) · 0010 (bírói)–0010 | Joaquín Ruiz (ESP) · 0000–0000 (bírói)          | kiesett                                  | kiesett           |                       |                      |                                  |                   |                   | 13.      |
| Juri Fazi          | Félnehézsúly | B       |                               | Marko Valev (BUL) · 0100–0000           | Joseph Meli (CAN) · 0001–0000                   | Aurélio Miguel (BRA) · 0000–0000 (bírói) |                   |                       |                      | Dennis Stewart (GBR) · 0000–0011 | kiesett           |                   | 7.       |
| Stefano Venturelli | Nehézsúly    | A       |                               | Boualem Miloudi (ALG) · 1000–0000       | Cso Jongcshol (Jo Yong-Cheol) (KOR) · 0000–0100 | kiesett                                  | kiesett           |                       |                      |                                  |                   |                   | 13.      |

## Evezés
Férfi
| Versenyző | Versenyszám              | Előfutam | Előfutam | Vigaszág | Vigaszág | Elődöntő | Elődöntő | Döntő | Döntő   | Döntő | Helyezés |
| Versenyző | Versenyszám              | Idő      | Hely.    | Idő      | Hely.    | Idő      | Hely.    | Típus | Idő     | Hely. | Helyezés |
| --- | ------------------------ | -------- | -------- | -------- | -------- | -------- | -------- | ----- | ------- | ----- | -------- |
| Giovanni Calabrese | Egypárevezős             | 7:45,02  | 4.       | 7:12,93  | 2.       | 7:23,69  | 5.       | B     | 7:43,31 | 4.    | 10.      |
| Roberto Fusaro Mauro Jagodnich | Kétpárevezős             | 6:26,19  | 3.       | 6:43,22  | 3.       | 6:27,60  | 5.       | B     | 7:06,01 | 3.    | 9.       |
| Carmine Abbagnale Giuseppe Abbagnale Giuseppe Di Capua                                                                                       | Kormányos kettes         | 7:03,55  | 1.       |          |          | 6:56,62  | 1.       | A     | 6:58,79 | 1.    |          |
| Piero Poli Gianluca Farina Davide Tizzano Agostino Abbagnale                                                                                 | Négypárevezős            | 5:48,77  | 1.       |          |          | 5:47,50  | 1.       | A     | 5:53,37 | 1.    |          |
| Sergio Caropreso Carlo Gaddi Pasquale Marigliano Valter Molea                                                                                | Kormányos nélküli négyes | 6:07,97  | 2.       |          |          | 6:06,75  | 2.       | A     | 6:09,55 | 5.    | 5.       |
| Giuseppe Carando Leonardo Massa Antonio Maurogiovanni Giovanni Miccoli Dino Lucchetta                                                        | Kormányos négyes         | 6:06,09  | 4.       | 6:32,14  | 2.       | 6:15,93  | 4.       | B     | 6:45,39 | 4.    | 10.      |
| Antonio Baldacci Ettore Bulgarelli Piero Carletto Giuseppe Di Palo Renato Gaeta Dino Lucchetta Giovanni Suarez Annibale Venier Franco Zucchi | Nyolcas                  | 5:43,11  | 4.       | 5:39,86  | 3.       |          |          | B     | 5:41,15 | 1.    | 7.       |

## Íjászat
Férfi
| Versenyző                                      | Versenyszám | Selejtező | Selejtező | Nyolcaddöntő | Nyolcaddöntő | Negyeddöntő | Negyeddöntő | Elődöntő | Elődöntő | Döntő   | Döntő    |
| Versenyző                                      | Versenyszám | Pont      | Hely.     | Pont         | Hely.        | Pont        | Hely.       | Pont     | Hely.    | Pont    | Helyezés |
| ---------------------------------------------- | ----------- | --------- | --------- | ------------ | ------------ | ----------- | ----------- | -------- | -------- | ------- | -------- |
| Ilario Di Buò                                  | Egyéni      | 1251      | 21.       | 322          | 5.           | 317         | 13.         | kiesett  | kiesett  | kiesett | kiesett  |
| Andrea Parenti                                 | Egyéni      | 1245      | 28.       | kiesett      | kiesett      | kiesett     | kiesett     | kiesett  | kiesett  | kiesett | kiesett  |
| Giancarlo Ferrari                              | Egyéni      | 1237      | 33.       | kiesett      | kiesett      | kiesett     | kiesett     | kiesett  | kiesett  | kiesett | kiesett  |
| Ilario Di Buò Giancarlo Ferrari Andrea Parenti | Csapat      | 3733      | 7.        |              |              |             |             | 957      | 9.       | kiesett | kiesett  |

## Kajak-kenu
Férfi
| Versenyző                                                             | Versenyszám         | Előfutam | Előfutam | Előfutam | Vigaszág | Vigaszág | Vigaszág | Elődöntő | Elődöntő | Elődöntő | Döntő   | Döntő    |
| Versenyző                                                             | Versenyszám         | Idő      | Hely.    | Össz.    | Idő      | Hely.    | Össz.    | Idő      | Hely.    | Össz.    | Idő     | Helyezés |
| --------------------------------------------------------------------- | ------------------- | -------- | -------- | -------- | -------- | -------- | -------- | -------- | -------- | -------- | ------- | -------- |
| Beniamino Bonomi Daniele Scarpa                                       | Kajak kettes 500 m  | 1:35,00  | 3.       | 10.      | erőnyerő | erőnyerő | erőnyerő | 1:34,50  | 3.       | 5.       | 1:37,30 | 9.       |
| Bruno Dreossi Alessandro Pieri                                        | Kajak kettes 1000 m | 3:25,76  | 1.       | 6.       | erőnyerő | erőnyerő | erőnyerő | 4:11,90  | 5.       | 16.      | kiesett | kiesett  |
| Beniamino Bonomi Daniele Scarpa Alessandro Pieri Francesco Mandragona | Kajak négyes 1000 m | 3:04,38  | 4.       | 6.       | 3:06,90  | 1.       | 1.       | 3:12,44  | 3.       | 10.      | 3:05,97 | 7.       |

## Kerékpározás

### Országúti kerékpározás
Férfi
| Versenyző                                               | Versenyszám     | Idő                  | Helyezés |
| ------------------------------------------------------- | --------------- | -------------------- | -------- |
| Roberto Pelliconi                                       | Mezőnyverseny   | 4:32:46 (+0:24)      | 7.       |
| Fabrizio Bontempi                                       | Mezőnyverseny   | 4:32:56 (+0:34)      | 16.      |
| Gianluca Bortolami                                      | Mezőnyverseny   | 4:32:56 (+0:34)      | 40.      |
| Roberto Maggioni Eros Poli Mario Scirea Flavio Vanzella | Csapat időfutam | 1:59:58,3 (+02:10,6) | 5.       |

Női
| Versenyző        | Versenyszám   | Idő             | Helyezés |
| ---------------- | ------------- | --------------- | -------- |
| Imelda Chiappa   | Mezőnyverseny | 2:00:52 (+0:00) | 15.      |
| Maria Canins     | Mezőnyverseny | 2:00:52 (+0:00) | 32.      |
| Roberta Bonanomi | Mezőnyverseny | 2:00:52 (+0:00) | 45.      |

### Pálya-kerékpározás
Sprintversenyek
| Versenyző         | Versenyszám  | Selejtező | Selejtező | 1. forduló                                               | 1. forduló | Vigaszág                                  | Vigaszág | 2. forduló                                              | 2. forduló | Vigaszág                      | Vigaszág | Negyeddöntő          | 5–8. helyért           | 5–8. helyért | Elődöntő             | Döntő                | Helyezés |
| Versenyző         | Versenyszám  | Idő       | Hely.     | Ellenfelek Győztes idő                                   | Hely.      | Ellenfelek Győztes idő                    | Hely.    | Ellenfelek Győztes idő                                  | Hely.      | Ellenfél Győztes idő          | Hely.    | Ellenfél Győztes idő | Ellenfelek Győztes idő | Hely.        | Ellenfél Győztes idő | Ellenfél Győztes idő | Helyezés |
| ----------------- | ------------ | --------- | --------- | -------------------------------------------------------- | ---------- | ----------------------------------------- | -------- | ------------------------------------------------------- | ---------- | ----------------------------- | -------- | -------------------- | ---------------------- | ------------ | -------------------- | -------------------- | -------- |
| Andrea Faccini    | Férfi egyéni | 11,073    | 12.       | Ken Carpenter (USA) · Colin Abrams (GUY) · 11,74         | 1.         |                                           |          | Vratislav Šustr (TCH) · Maxwell Cheeseman (TRI) · 11,13 | 3.         | Eddie Alexander (GBR) · 11,32 | 2.       | kiesett              | kiesett                | kiesett      | kiesett              | kiesett              | kiesett  |
| Elisabetta Fanton | Női egyéni   | 12,303    | 7.        | Isabelle Gautheron (FRA) · Hasimoto Szeiko (JPN) · 12,22 | 3.         | Csou Szu-jing (Zhou Suying) (CHN) · 12,65 | 2.       |                                                         |            |                               |          | kiesett              | kiesett                | kiesett      | kiesett              | kiesett              | kiesett  |

Üldözőversenyek
| Versenyző                                                                   | Versenyszám  | Selejtező | Selejtező | Nyolcaddöntő                 | Nyolcaddöntő | Negyeddöntő | Negyeddöntő | Elődöntő     | Elődöntő  | Döntő        | Döntő     | Helyezés |
| Versenyző                                                                   | Versenyszám  | Idő       | Hely.     | Ellenfél Idő                 | Saját idő    | Ellenfél Idő | Saját idő   | Ellenfél Idő | Saját idő | Ellenfél Idő | Saját idő | Helyezés |
| --------------------------------------------------------------------------- | ------------ | --------- | --------- | ---------------------------- | ------------ | --- | ----------- | ------------ | --------- | ------------ | --------- | -------- |
| Ivan Beltrami                                                               | Férfi egyéni | 4:40,94   | 7.        | Thomas Dürst (FRG) · 4:45,20 | 4:44,33      | Gintautas Umaras (URS) · 4:32,83                                                                                            | lekörözték  | kiesett      | kiesett   | kiesett      | kiesett   | 8.       |
| Ivan Beltrami Gianpaolo Grisandi David Solari Fabrizio Trezzi Fabio Baldato | Férfi csapat | 4:22,64   | 8.        |                              |              | Szovjetunió (URS) · Vyacheslav Yekimov · Artūras Kasputis · Dmitry Nelyubin · Gintautas Umaras · Mindaugas Umaras · 4:14,22 | 4:20,90     | kiesett      | kiesett   | kiesett      | kiesett   | 6.       |

Pontverseny
| Név               | Versenyszám | Selejtező | Selejtező  | Selejtező | Döntő | Döntő      | Döntő    |
| Név               | Versenyszám | Pont      | Körhátrány | Hely.     | Pont  | Körhátrány | Helyezés |
| ----------------- | ----------- | --------- | ---------- | --------- | ----- | ---------- | -------- |
| Giovanni Lombardi | Férfi       | 13        | -1         | 11.       | 13    | -2         | 11.      |

## Labdarúgás
| Olasz férfi labdarúgáscsapat-játékoskeret | Olasz férfi labdarúgáscsapat-játékoskeret |
| --- | --- |
| - Alberigo Evani - Andrea Carnevale - Angelo Colombo - Ciro Ferrara - Giuseppe Iachini - Luca Pellegrini - Luigi De Agostini - Massimo Brambati - Massimo Crippa | - Massimo Mauro - Mauro Tassotti - Roberto Cravero - Roberto Galia - Ruggiero Rizzitelli - Stefano Carobbi - Stefano Desideri - Stefano Tacconi - Pietro Paolo Virdis |

### Eredmények
Csoportkör
B csoport
| Csapat            | M | Gy | D | V | Rg | Kg | Gk  | P |
| ----------------- | - | -- | - | - | -- | -- | --- | - |
| Zambia (ZAM)      | 3 | 2  | 1 | 0 | 10 | 2  | +8  | 5 |
| Olaszország (ITA) | 3 | 2  | 0 | 1 | 7  | 6  | +1  | 4 |
| Irak (IRQ)        | 3 | 1  | 1 | 1 | 5  | 4  | +1  | 3 |
| Guatemala (GUA)   | 3 | 0  | 0 | 3 | 2  | 12 | –10 | 0 |

| 1988. szeptember 17. 17:00 (UTC+9) |

| Olaszország (ITA)                                          | 5–2               | Guatemala (GUA)           |
| ---------------------------------------------------------- | ----------------- | ------------------------- |
| Carnevale 3' Evani 11' Virdis 34' Ferrara 38' Desideri 75' | (4–1) Jegyzőkönyv | Castañeda 7' Paniagua 79' |

| Gwangju Stadium, Gwangju Nézőszám: 12 000 Játékvezető: Takada Sizuo (japán) |

| 1988. szeptember 19. 17:00 (UTC+9) |

| Zambia (ZAM)                        | 4–0               | Olaszország (ITA) |
| ----------------------------------- | ----------------- | ----------------- |
| K. Bwalya 40' 55' 90' J. Bwalya 63' | (1–0) Jegyzőkönyv |                   |

| Gwangju Stadium, Gwangju Nézőszám: 9800 Játékvezető: Keith Hackett (angol) |

| 1988. szeptember 21. 17:00 (UTC+9) |

| Irak (IRQ) | 0–2               | Olaszország (ITA)        |
| ---------- | ----------------- | ------------------------ |
|            | (0–0) Jegyzőkönyv | Rizzitelli 59' Mauro 63' |

| Dongdaemun Stadium, Szöul Nézőszám: 13 000 Játékvezető: Hernán Silva (chilei) |

Negyeddöntő
| 1988. szeptember 25. 19:00 (UTC+9) |

| Svédország (SWE) | 1–2 (h. u.)                 | Olaszország (ITA)     |
| ---------------- | --------------------------- | --------------------- |
| Hellstrom 84'    | (0–0, 1–1, 1–2) Jegyzőkönyv | Virdis 50' Crippa 98' |

| Hanbat Stadium, Daejeon Nézőszám: 11 000 Játékvezető: Gérard Biguet (francia) |

Elődöntő
| 1988. szeptember 27. 17:00 (UTC+9) |

| Olaszország (ITA)         | 2–3 (h. u.)                 | Szovjetunió (URS)                                   |
| ------------------------- | --------------------------- | --------------------------------------------------- |
| Virdis 50' Carnevale 118' | (0–0, 1–1, 1–2) Jegyzőkönyv | Dobrovolszkij 78' Narbekovas 92' Mihajlicsenko 106' |

| Goodeok Stadium, Puszan Nézőszám: 10 000 Játékvezető: Dzsamál as-Saríf (szíriai) |

Bronzmérkőzés
| 1988. szeptember 30. 19:00 (UTC+9) |

| Olaszország (ITA) | 0–3               | NSZK (FRG)                               |
| ----------------- | ----------------- | ---------------------------------------- |
|                   | (0–2) Jegyzőkönyv | Klinsmann 5' Kleppinger 18' Schreier 68' |

| Olimpiai Stadion, Szöul Nézőszám: 61 000 Játékvezető: Juan Loustau (argentin) |

| Csapat            | Helyezés |
| ----------------- | -------- |
| Olaszország (ITA) | 4.       |

## Lovaglás
Díjlovaglás
| Versenyző     | Ló        | Versenyszám | Selejtező | Selejtező | Döntő   | Döntő    |
| Versenyző     | Ló        | Versenyszám | Pont      | Hely.     | Pont    | Helyezés |
| ------------- | --------- | ----------- | --------- | --------- | ------- | -------- |
| Daria Fantoni | Sonny Boy | Egyéni      | 1284      | 22.       | kiesett | kiesett  |

Lovastusa
| Versenyző                                                             | Ló               | Versenyszám | Díjlovaglás | Díjlovaglás | Tereplovaglás | Tereplovaglás | Díjugratás | Díjugratás | Végeredmény | Végeredmény |
| Versenyző                                                             | Ló               | Versenyszám | Bünt.       | Hely.       | Bünt.         | Hely.         | Bünt.      | Hely.      | Bünt.       | Helyezés    |
| --------------------------------------------------------------------- | ---------------- | ----------- | ----------- | ----------- | ------------- | ------------- | ---------- | ---------- | ----------- | ----------- |
| Bartolo Ambrosione                                                    | Phoenix          | Egyéni      | 58,80       | 17.         | 47,60         | 17.           | 1,50       | 10.        | 107,90      | 11.         |
| Francesco Girardi                                                     | Moreado          | Egyéni      | 70,80       | 30.         | 94,80         | 26.           | 0,75       | 8.         | 166,35      | 22.         |
| Dino Costantini                                                       | Boardmans Beauty | Egyéni      | 67,80       | 27.         | 62,00         | 19.           | kiesett    | kiesett    | kiesett     | kiesett     |
| Ranieri Campello                                                      | Cotton End       | Egyéni      | 57,80       | 16.         | nem ért célba | nem ért célba | kiesett    | kiesett    | kiesett     | kiesett     |
| Bartolo Ambrosione Francesco Girardi Dino Costantini Ranieri Campello | lásd fentebb     | Csapat      | 184,40      | 7.          | 204,40        | 5.            | kiesett    | kiesett    | kiesett     | kiesett     |

## Műugrás
Férfi
| Versenyző          | Versenyszám        | Selejtező | Selejtező | Döntő   | Döntő    |
| Versenyző          | Versenyszám        | Pont      | Helyezés  | Pont    | Helyezés |
| ------------------ | ------------------ | --------- | --------- | ------- | -------- |
| Massimo Castellani | Egyéni műugrás     | 553,74    | 13.       | kiesett | kiesett  |
| Piero Italiani     | Egyéni műugrás     | 542,67    | 16.       | kiesett | kiesett  |
| Domenico Rinaldi   | Egyéni toronyugrás | 476,01    | 16.       | kiesett | kiesett  |
| Oscar Bertone      | Egyéni toronyugrás | 471,24    | 17.       | kiesett | kiesett  |

## Ökölvívás
| Versenyző            | Versenyszám   | Selejtező                  | 32-es főtábla                               | Nyolcaddöntő                 | Negyeddöntő                          | Elődöntő                    | Döntő                         | Helyezés |
| Versenyző            | Versenyszám   | Ellenfél Eredmény          | Ellenfél Eredmény                           | Ellenfél Eredmény            | Ellenfél Eredmény                    | Ellenfél Eredmény           | Ellenfél Eredmény             | Helyezés |
| -------------------- | ------------- | -------------------------- | ------------------------------------------- | ---------------------------- | ------------------------------------ | --------------------------- | ----------------------------- | -------- |
| Andrea Mannai        | Légsúly       | Arthur Johnson (USA) · 0:5 | kiesett                                     | kiesett                      | kiesett                              | kiesett                     | kiesett                       | 33.      |
| Giovanni Parisi      | Pehelysúly    | erőnyerő                   | Lu Cse-hsziung (Lu Chih-Hsiung) (TPE) · 5:0 | Mehak Gazarjan (URS) · RSC   | Ya'acov Shmuel (ISR) · 5:0           | Abdel Hak Achik (MAR) · RSC | Daniel Dumitrescu (ROU) · RSC |          |
| Giorgio Campanella   | Könnyűsúly    | Daniel Freitas (URU) · RSC | Andreas Zülow (GDR) · 0:5                   | kiesett                      | kiesett                              | kiesett                     | kiesett                       | 17.      |
| Vincenzo Nardiello   | Nagyváltósúly | erőnyerő                   | Likou Aliu (WSM) · KO                       | Quinn Paynter (BER) · KO     | Pak Sihon (Park Si-Heon) (KOR) · 2:3 | kiesett                     | kiesett                       | 5.       |
| Michele Mastrodonato | Középsúly     | Mirwan Kassouf (LIB) · RSC | Anthony Hembrick (USA) · mérkőzés nélkül    | Lotfi Ayed (SWE) · 5:0       | Henry Maske (GDR) · 0:5              | kiesett                     | kiesett                       | 5.       |
| Andrea Magi          | Félnehézsúly  |                            | Pua Ulberg (WSM) · 5:0                      | Brent Kosolofski (CAN) · 4:1 | Nurmagomed Sanavazov (URS) · 0:5     | kiesett                     | kiesett                       | 5.       |
| Luigi Gaudiano       | Nehézsúly     |                            | erőnyerő                                    | Ramzan Szebijev (URS) · 3:2  | Ray Mercer (USA) · KO                | kiesett                     | kiesett                       | 5.       |

RSC – a mérkőzésvezető megállította a mérkőzést

## Öttusa
| Versenyző                                      | Versenyszám | Lovaglás | Lovaglás | Lovaglás | Vívás    | Vívás | Vívás | Úszás   | Úszás | Úszás | Lövészet | Lövészet | Lövészet | Futás    | Futás | Futás | Összesen    | Összesen |
| Versenyző                                      | Versenyszám | Idő      | Pont     | Hely.    | Pontszám | Pont  | Hely. | Idő     | Pont  | Hely. | Eredmény | Pont     | Hely.    | Idő      | Pont  | Hely. | Összes pont | Helyezés |
| ---------------------------------------------- | ----------- | -------- | -------- | -------- | -------- | ----- | ----- | ------- | ----- | ----- | -------- | -------- | -------- | -------- | ----- | ----- | ----------- | -------- |
| Carlo Massullo                                 | Egyéni      | 1:37,59  | 1010     | 18.      | 38–26    | 881   | 13.   | 3:28,74 | 1204  | 32.   | 196      | 1044     | 4.       | 12:55,86 | 1240  | 4.    | 5379        |          |
| Daniele Masala                                 | Egyéni      | 1:43,42  | 948      | 33.      | 36–28    | 837   | 23.   | 3:25,19 | 1232  | 30.   | 197      | 1066     | 2.       | 13:52,11 | 1069  | 32.   | 5152        | 10.      |
| Gianluca Tiberti                               | Egyéni      | 1:34,44  | 1040     | 9.       | 27–37    | 674   | 52.   | 3:17,10 | 1296  | 10.   | 194      | 1000     | 11.      | 14:05,16 | 1030  | 41.   | 5040        | 17.      |
| Carlo Massullo Daniele Masala Gianluca Tiberti | Csapat      |          | 2998     | 3.       |          | 2392  | 8.    |         | 3732  | 8.    |          | 3110     | 1.       |          | 3339  | 7.    | 15571       |          |

## Röplabda

### Férfi
| Olasz férfi röplabdacsapat-játékoskeret                                                                      | Olasz férfi röplabdacsapat-játékoskeret                                                                          |
| --- | --- |
| - Alessandro Lazzeroni - Andrea Gardini - Andrea Giani - Andrea Zorzi - Claudio Galli - Ferdinando De Giorgi | - Lorenzo Bernardi - Luca Cantagalli - Marco Bracci - Massimo Castagna - Pier Paolo Lucchetta - Andrea Lucchetta |

#### Eredmények
Csoportkör
A csoport
|                   |      | Mérkőzések | Mérkőzések | Szettek | Szettek | Szettek | Pontok | Pontok | Pontok |
| Csapat            | Pont | Gy         | V          | Sz+     | Sz–     | SzA     | P+     | P–     | PA     |
| ----------------- | ---- | ---------- | ---------- | ------- | ------- | ------- | ------ | ------ | ------ |
| Szovjetunió (URS) | 9    | 4          | 1          | 14      | 4       | 3,500   | 248    | 190    | 1,305  |
| Brazília (BRA)    | 9    | 4          | 1          | 14      | 7       | 2,000   | 296    | 225    | 1,316  |
| Svédország (SWE)  | 7    | 2          | 3          | 9       | 11      | 0,818   | 220    | 262    | 0,840  |
| Bulgária (BUL)    | 7    | 2          | 3          | 7       | 9       | 0,778   | 190    | 194    | 0,979  |
| Olaszország (ITA) | 7    | 2          | 3          | 7       | 11      | 0,636   | 203    | 222    | 0,914  |
| Dél-Korea (KOR)   | 6    | 1          | 4          | 5       | 14      | 0,357   | 200    | 264    | 0,758  |

| 1988. szeptember 18. | Olaszország (ITA)   | 0–3 | Brazília (BRA) |  |
| 1988. szeptember 18. | (7–15, 4–15, 15–17) |     |                |  |

| 1988. szeptember 19. | Olaszország (ITA)  | 0–3 | Bulgária (BUL) |  |
| 1988. szeptember 19. | (7–15, 8–15, 6–15) |     |                |  |

| 1988. szeptember 22. | Svédország (SWE)                 | 2–3 | Olaszország (ITA) |  |
| 1988. szeptember 22. | (15–9, 6–15, 15–12, 12–15, 3–15) |     |                   |  |

| 1988. szeptember 24. | Szovjetunió (URS)          | 3–1 | Olaszország (ITA) |  |
| 1988. szeptember 24. | (15–9, 15–9, 12–15, 15–12) |     |                   |  |

| 1988. szeptember 26. | Olaszország (ITA)   | 3–0 | Dél-Korea (KOR) |  |
| 1988. szeptember 26. | (15–10, 15–7, 15–5) |     |                 |  |

A 9–12. helyért
| 1988. szeptember 28. 12:00 | Olaszország (ITA)  | 3–0 | Tunézia (TUN) |  |
| 1988. szeptember 28. 12:00 | (15–2, 15–2, 15–5) |     |               |  |

A 9. helyért
| 1988. szeptember 30. 18:00 | Olaszország (ITA)                  | 3–2 | Japán (JPN) |  |
| 1988. szeptember 30. 18:00 | (15–11, 15–11, 12–15, 13–15, 15–7) |     |             |  |

| Csapat            | Helyezés |
| ----------------- | -------- |
| Olaszország (ITA) | 9.       |

## Sportlövészet
Férfi
| Versenyző         | Versenyszám          | Selejtező | Selejtező | Döntő   | Döntő    |
| Versenyző         | Versenyszám          | Pont      | Helyezés  | Pont    | Helyezés |
| ----------------- | -------------------- | --------- | --------- | ------- | -------- |
| Vincenzo Tondo    | Légpisztoly          | 559       | 43.       | kiesett | kiesett  |
| Dario Palazzani   | Légpisztoly          | 577       | 18.       | kiesett | kiesett  |
| Dario Palazzani   | Szabadpisztoly       | 558       | 12.       | kiesett | kiesett  |
| Roberto Di Donna  | Szabadpisztoly       | 554       | 23.       | kiesett | kiesett  |
| Alberto Sevieri   | Gyorstüzelő pisztoly | 596       | 4.        | 693     | 4.       |
| Valerio Donnianni | Futócéllövészet      | 577       | 19.       | kiesett | kiesett  |

Női
| Versenyző     | Versenyszám | Selejtező | Selejtező | Döntő   | Döntő    |
| Versenyző     | Versenyszám | Pont      | Helyezés  | Pont    | Helyezés |
| ------------- | ----------- | --------- | --------- | ------- | -------- |
| Flavia Zanfra | Légpuska    | 377       | 41.       | kiesett | kiesett  |

Nyílt
| Versenyző             | Versenyszám | Selejtező | Selejtező | Döntő   | Döntő    |
| Versenyző             | Versenyszám | Pont      | Helyezés  | Pont    | Helyezés |
| --------------------- | ----------- | --------- | --------- | ------- | -------- |
| Albano Pera           | Trap        | 193       | 10.       | kiesett | kiesett  |
| Luciano Giovannetti   | Trap        | 190       | 18.       | kiesett | kiesett  |
| Daniele Cioni         | Trap        | 188       | 24.       | kiesett | kiesett  |
| Pia Lucia Baldisserri | Trap        | 134       | 46.       | kiesett | kiesett  |
| Luca Scribani Rossi   | Skeet       | 196       | 7.        | kiesett | kiesett  |
| Andrea Benelli        | Skeet       | 194       | 20.       | kiesett | kiesett  |
| Celso Giardini        | Skeet       | 143       | 33.       | kiesett | kiesett  |

## Súlyemelés
| Versenyző           | Versenyszám | Szakítás | Szakítás | Lökés    | Lökés    | Összesen | Helyezés |
| Versenyző           | Versenyszám | Eredmény | Helyezés | Eredmény | Helyezés | Összesen | Helyezés |
| ------------------- | ----------- | -------- | -------- | -------- | -------- | -------- | -------- |
| Giovanni Scarantino | 56 kg       | 110,0    | 6.       | 135,0    | 11.      | 245,0    | 8.       |
| Angelo Mannironi    | 75 kg       | 147,5    | 10.      | 177,5    | 10.      | 325,0    | 9.       |
| Pietro Pujia        | 75 kg       | 137,5    | 16.      | 172,5    | 16.      | 310,0    | 18.      |
| Fausto Tosi         | 82,5 kg     | 155,0    | 7.       | 185,0    | 7.       | 340,0    | 7.       |
| Fabio Magrini       | 100 kg      | 160,0    | 10.      | 210,0    | 8.       | 370,0    | 9.       |
| Norberto Oberburger | 110 kg      | 187,5    | 5.       | 227,5    | 6.       | 415,0    | 6.       |

## Tenisz
Férfi
| Versenyző                    | Versenyszám | 64-es főtábla                                    | 32-es főtábla                                                     | Nyolcaddöntő                                      | Negyeddöntő                         | Elődöntő          | Döntő             | Helyezés |
| Versenyző                    | Versenyszám | Ellenfél Eredmény                                | Ellenfél Eredmény                                                 | Ellenfél Eredmény                                 | Ellenfél Eredmény                   | Ellenfél Eredmény | Ellenfél Eredmény | Helyezés |
| ---------------------------- | ----------- | ------------------------------------------------ | ----------------------------------------------------------------- | ------------------------------------------------- | ----------------------------------- | ----------------- | ----------------- | -------- |
| Paolo Canè                   | Egyes       | Milan Šrejber (TCH) · 6–3, 7–6, 4–6, 6–3         | Emilio Sánchez Vicario (ESP) · 7–5, 6–3, 6–7, 6–4                 | Javier Sánchez Vicario (ESP) · 7–6, 4–6, 6–1, 6–2 | Stefan Edberg (SWE) · 1–6, 5–7, 4–6 | kiesett           | kiesett           | 5.       |
| Diego Nargiso                | Egyes       | Francisco Maciel (MEX) · 4–6, 2–6, 7–6, 7–6, 8–6 | Tim Mayotte (USA) · 6–2, 2–6, 4–6, 0–6                            | kiesett                                           | kiesett                             | kiesett           | kiesett           | 17.      |
| Omar Camporese               | Egyes       | Guy Forget (FRA) · 2–6, 0–6, 3–6                 | kiesett                                                           | kiesett                                           | kiesett                             | kiesett           | kiesett           | 33.      |
| Omar Camporese Diego Nargiso | Páros       |                                                  | Svájc (SUI) · Heinz Günthardt · Jakob Hlasek · 6–3, 6–7, 3–6, 6–7 | kiesett                                           | kiesett                             | kiesett           | kiesett           | 17.      |

Női
| Versenyző                               | Versenyszám | 64-es főtábla               | 32-es főtábla                              | Nyolcaddöntő                                               | Negyeddöntő                      | Elődöntő          | Döntő             | Helyezés |
| Versenyző                               | Versenyszám | Ellenfél Eredmény           | Ellenfél Eredmény                          | Ellenfél Eredmény                                          | Ellenfél Eredmény                | Ellenfél Eredmény | Ellenfél Eredmény | Helyezés |
| --------------------------------------- | ----------- | --------------------------- | ------------------------------------------ | ---------------------------------------------------------- | -------------------------------- | ----------------- | ----------------- | -------- |
| Raffaella Reggi-Concato                 | Egyes       | Liz Smylie (AUS) · 7–6, 6–0 | Claudia Kohde-Kilsch (FRG) · 4–6, 7–6, 6–3 | Chris Evert (USA) · 2–6, 6–4, 6–1                          | Manuela Maleeva (BUL) · 3–6, 4–6 | kiesett           | kiesett           | 5.       |
| Sandra Cecchini                         | Egyes       | erőnyerő                    | Chris Evert (USA) · 2–6, 2–6               | kiesett                                                    | kiesett                          | kiesett           | kiesett           | 17.      |
| Sandra Cecchini Raffaella Reggi-Concato | Páros       |                             |                                            | Japán (JPN) · Inoue Ecuko · Okamoto Kumiko · 3–6, 7–6, 6–8 | kiesett                          | kiesett           | kiesett           | 9.       |

## Torna
Férfi
| Versenyző                                                                            | Versenyszám      | Selejtező | Selejtező | Döntő    | Döntő    |
| Versenyző                                                                            | Versenyszám      | Pontszám  | Helyezés  | Pontszám | Helyezés |
| ------------------------------------------------------------------------------------ | ---------------- | --------- | --------- | -------- | -------- |
| Boris Preti                                                                          | Talaj            | 19,80     | 5.        | 9,900    | 6.       |
| Boris Preti                                                                          | Ugrás            | 19,15     | 46.       | kiesett  | kiesett  |
| Boris Preti                                                                          | Korlát           | 19,70     | 6.        | 9,850    | 8.       |
| Boris Preti                                                                          | Nyújtó           | 19,05     | 56.       | kiesett  | kiesett  |
| Boris Preti                                                                          | Gyűrű            | 19,60     | 18.       | kiesett  | kiesett  |
| Boris Preti                                                                          | Lólengés         | 19,60     | 15.       | kiesett  | kiesett  |
| Boris Preti                                                                          | Egyéni összetett | 116,90    | 20.       | 117,300  | 15.*     |
| Jury Chechi                                                                          | Talaj            | 19,60     | 15.       | kiesett  | kiesett  |
| Jury Chechi                                                                          | Ugrás            | 19,30     | 33.       | kiesett  | kiesett  |
| Jury Chechi                                                                          | Korlát           | 19,60     | 18.       | kiesett  | kiesett  |
| Jury Chechi                                                                          | Nyújtó           | 18,85     | 66.       | kiesett  | kiesett  |
| Jury Chechi                                                                          | Gyűrű            | 19,70     | 9.        | 9,850    | 6.*      |
| Jury Chechi                                                                          | Lólengés         | 19,50     | 22.       | kiesett  | kiesett  |
| Jury Chechi                                                                          | Egyéni összetett | 116,55    | 27.       | 117,275  | 17.      |
| Paolo Bucci                                                                          | Talaj            | 19,20     | 51.       | kiesett  | kiesett  |
| Paolo Bucci                                                                          | Ugrás            | 19,10     | 50.       | kiesett  | kiesett  |
| Paolo Bucci                                                                          | Korlát           | 19,55     | 25.       | kiesett  | kiesett  |
| Paolo Bucci                                                                          | Nyújtó           | 19,10     | 52.       | kiesett  | kiesett  |
| Paolo Bucci                                                                          | Gyűrű            | 19,35     | 39.       | kiesett  | kiesett  |
| Paolo Bucci                                                                          | Lólengés         | 19,40     | 30.       | kiesett  | kiesett  |
| Paolo Bucci                                                                          | Egyéni összetett | 115,70    | 38.       | 116,600  | 24.      |
| Riccardo Trapella                                                                    | Talaj            | 19,50     | 25.       | kiesett  | kiesett  |
| Riccardo Trapella                                                                    | Ugrás            | 18,90     | 67.       | kiesett  | kiesett  |
| Riccardo Trapella                                                                    | Korlát           | 19,25     | 59.       | kiesett  | kiesett  |
| Riccardo Trapella                                                                    | Nyújtó           | 18,80     | 68.       | kiesett  | kiesett  |
| Riccardo Trapella                                                                    | Gyűrű            | 19,10     | 58.       | kiesett  | kiesett  |
| Riccardo Trapella                                                                    | Lólengés         | 19,20     | 42.       | kiesett  | kiesett  |
| Riccardo Trapella                                                                    | Egyéni összetett | 114,75    | 53.       | kiesett  | kiesett  |
| Gabriele Sala                                                                        | Talaj            | 19,05     | 64.       | kiesett  | kiesett  |
| Gabriele Sala                                                                        | Ugrás            | 19,10     | 50.       | kiesett  | kiesett  |
| Gabriele Sala                                                                        | Korlát           | 19,40     | 39.       | kiesett  | kiesett  |
| Gabriele Sala                                                                        | Nyújtó           | 19,00     | 58.       | kiesett  | kiesett  |
| Gabriele Sala                                                                        | Gyűrű            | 18,65     | 76.       | kiesett  | kiesett  |
| Gabriele Sala                                                                        | Lólengés         | 19,05     | 51.       | kiesett  | kiesett  |
| Gabriele Sala                                                                        | Egyéni összetett | 114,25    | 61.       | kiesett  | kiesett  |
| Vittorio Allievi                                                                     | Talaj            | 18,80     | 77.       | kiesett  | kiesett  |
| Vittorio Allievi                                                                     | Ugrás            | 18,90     | 67.       | kiesett  | kiesett  |
| Vittorio Allievi                                                                     | Korlát           | 18,90     | 75.       | kiesett  | kiesett  |
| Vittorio Allievi                                                                     | Nyújtó           | 18,70     | 74.       | kiesett  | kiesett  |
| Vittorio Allievi                                                                     | Gyűrű            | 18,55     | 81.       | kiesett  | kiesett  |
| Vittorio Allievi                                                                     | Lólengés         | 18,80     | 69.       | kiesett  | kiesett  |
| Vittorio Allievi                                                                     | Egyéni összetett | 112,65    | 78.       | kiesett  | kiesett  |
| Boris Preti Jury Chechi Paolo Bucci Riccardo Trapella Gabriele Sala Vittorio Allievi | Csapat összetett |           |           | 579,00   | 8.       |

Női
| Versenyző       | Versenyszám      | Selejtező | Selejtező | Döntő    | Döntő    |
| Versenyző       | Versenyszám      | Pontszám  | Helyezés  | Pontszám | Helyezés |
| --------------- | ---------------- | --------- | --------- | -------- | -------- |
| Giulia Volpi    | Talaj            | 19,525    | 24.       | kiesett  | kiesett  |
| Giulia Volpi    | Ugrás            | 19,275    | 43.       | kiesett  | kiesett  |
| Giulia Volpi    | Felemás korlát   | 19,350    | 41.       | kiesett  | kiesett  |
| Giulia Volpi    | Gerenda          | 18,775    | 68.       | kiesett  | kiesett  |
| Giulia Volpi    | Egyéni összetett | 76,925    | 44.       | 76,962   | 28.      |
| Patrizia Luconi | Talaj            | 18,975    | 63.       | kiesett  | kiesett  |
| Patrizia Luconi | Ugrás            | 19,075    | 55.       | kiesett  | kiesett  |
| Patrizia Luconi | Felemás korlát   | 19,450    | 32.       | kiesett  | kiesett  |
| Patrizia Luconi | Gerenda          | 18,950    | 58.       | kiesett  | kiesett  |
| Patrizia Luconi | Egyéni összetett | 76,450    | 54.       | kiesett  | kiesett  |
| Maria Cocuzza   | Talaj            | 19,000    | 61.       | kiesett  | kiesett  |
| Maria Cocuzza   | Ugrás            | 18,950    | 68.       | kiesett  | kiesett  |
| Maria Cocuzza   | Felemás korlát   | 18,900    | 70.       | kiesett  | kiesett  |
| Maria Cocuzza   | Gerenda          | 19,025    | 49.       | kiesett  | kiesett  |
| Maria Cocuzza   | Egyéni összetett | 75,875    | 66.       | kiesett  | kiesett  |

* - egy másik versenyzővel azonos eredményt ért el

### Ritmikus gimnasztika
| Versenyző          | Versenyszám | Selejtező | Selejtező | Döntő  | Döntő    |
| Versenyző          | Versenyszám | Pont      | Hely.     | Pont   | Helyezés |
| ------------------ | ----------- | --------- | --------- | ------ | -------- |
| Micaela Imperatori | Egyéni      | 38,70     | 12.       | 58,250 | 12.*     |
| Giulia Staccioli   | Egyéni      | 39,00     | 6.        | 57,900 | 18.      |

* - egy másik versenyzővel azonos eredményt ért el

## Úszás
Férfi
| Versenyző                                                                            | Versenyszám            | Előfutam | Előfutam | Előfutam | Döntő   | Döntő   | Döntő   | Helyezés |
| Versenyző                                                                            | Versenyszám            | Idő      | Hely.    | Össz.    | Típus   | Idő     | Hely.   | Helyezés |
| ------------------------------------------------------------------------------------ | ---------------------- | -------- | -------- | -------- | ------- | ------- | ------- | -------- |
| Roberto Gleria                                                                       | 100 m gyors            | 50,97    | 6.       | 18.      | kiesett | kiesett | kiesett | kiesett  |
| Roberto Gleria                                                                       | 200 m gyors            | 1:49,51  | 4.       | 9.       | B       | 1:49,28 | 1.      | 9.       |
| Roberto Gleria                                                                       | 400 m gyors            | 3:56,33  | 6.       | 19.      | kiesett | kiesett | kiesett | kiesett  |
| Giorgio Lamberti                                                                     | 400 m gyors            | 3:53,29  | 5.       | 12.      | kiesett | kiesett | kiesett | kiesett  |
| Giorgio Lamberti                                                                     | 200 m gyors            | 1:50,47  | 3.       | 12.      | kiesett | kiesett | kiesett | kiesett  |
| Luca Pellegrini                                                                      | 1500 m gyors           | 15:18,80 | 4.       | 10.      | kiesett | kiesett | kiesett | kiesett  |
| Stefano Battistelli                                                                  | 1500 m gyors           | 15:36,54 | 6.       | 20.      | kiesett | kiesett | kiesett | kiesett  |
| Stefano Battistelli                                                                  | 200 m hát              | 2:03,63  | 5.       | 14.      | kiesett | kiesett | kiesett | kiesett  |
| Stefano Battistelli                                                                  | 400 m vegyes           | 4:20,43  | 2.       | 3.       | A       | 4:18,01 | 3.      |          |
| Valerio Giambalvo                                                                    | 100 m hát              | 59,48    | 8.       | 37.      | kiesett | kiesett | kiesett | kiesett  |
| Valerio Giambalvo                                                                    | 100 m pillangó         | 56,57    | 8.       | 28.      | kiesett | kiesett | kiesett | kiesett  |
| Leonardo Michelotti                                                                  | 100 m pillangó         | 55,83    | 6.       | 22.      | kiesett | kiesett | kiesett | kiesett  |
| Gianni Minervini                                                                     | 100 m mell             | 1:02,86  | 1.       | 5.       | A       | 1:02,93 | 7.      | 7.       |
| Roberto Cassio                                                                       | 200 m vegyes           | 2:05,88  | 7.       | 18.      | kiesett | kiesett | kiesett | kiesett  |
| Luca Sacchi                                                                          | 200 m vegyes           | 2:05,45  | 5.       | 13.      | B       | 2:05,68 | 5.      | 13.      |
| Luca Sacchi                                                                          | 400 m vegyes           | 4:23,37  | 4.       | 8.       | A       | 4:23,23 | 7.      | 7.       |
| Roberto Gleria Giorgio Lamberti Fabrizio Rampazzo Andrea Ceccarini                   | 4 × 100 m gyorsváltó   | 3:23,35  | 2.       | 7.       | A       | 3:22,93 | 8.      | 8.       |
| Roberto Gleria Giorgio Lamberti Massimo Trevisan Valerio Giambalvo Fabrizio Rampazzo | 4 × 200 m gyorsváltó   | 7:21,85  | 4.       | 5.       | A       | 7:16,00 | 5.      | 5.       |
| Valerio Giambalvo Gianni Minervini Leonardo Michelotti Roberto Gleria                | 4 × 100 m vegyes váltó | 3:52,06  | 5.       | 15.      | kiesett | kiesett | kiesett | kiesett  |

Női
| Versenyző                                                         | Versenyszám            | Előfutam                                                                    | Előfutam | Előfutam | Döntő   | Döntő   | Döntő   | Helyezés |
| Versenyző                                                         | Versenyszám            | Idő                                                                         | Hely.    | Össz.    | Típus   | Idő     | Hely.   | Helyezés |
| ----------------------------------------------------------------- | ---------------------- | --------------------------------------------------------------------------- | -------- | -------- | ------- | ------- | ------- | -------- |
| Silvia Persi                                                      | 100 m gyors            | 58,22                                                                       | 8.       | 29.*     | kiesett | kiesett | kiesett | kiesett  |
| Silvia Persi                                                      | 200 m gyors            | 2:04,40                                                                     | 8.       | 23.      | kiesett | kiesett | kiesett | kiesett  |
| Manuela Melchiorri                                                | 400 m gyors            | 4:15,40                                                                     | 4.       | 12.      | B       | 4:14,90 | 6.      | 14.      |
| Manuela Melchiorri                                                | 800 m gyors            | 8:40,63                                                                     | 4.       | 12.      | kiesett | kiesett | kiesett | kiesett  |
| Manuela Carosi                                                    | 100 m hát              | 1:04,69 1. szétúszás: 1:05,05 – holtverseny 2. szétúszás: 1:04,62 – 1. hely | 4.       | 16.      | B       | 1:03,80 | 3.      | 11.      |
| Lorenza Vigarani                                                  | 100 m hát              | 1:03,96                                                                     | 3.       | 11.      | B       | 1:03,88 | 5.      | 13.      |
| Lorenza Vigarani                                                  | 200 m hát              | 2:17,35                                                                     | 6.       | 12.      | B       | 2:18,69 | 5.      | 13.      |
| Roberta Felotti                                                   | 400 m vegyes           | 4:49,20                                                                     | 3.       | 10.      | B       | 4:49,53 | 1.      | 9.       |
| Roberta Felotti                                                   | 200 m vegyes           | 2:19,62                                                                     | 7.       | 16.      | B       | 2:19,63 | 5.*     | 12.*     |
| Manuela Dalla Valle                                               | 200 m vegyes           | 2:22,85                                                                     | 7.       | 25.      | kiesett | kiesett | kiesett | kiesett  |
| Manuela Dalla Valle                                               | 100 m mell             | 1:11,25                                                                     | 6.       | 14.      | B       | 1:10,95 | 4.      | 12.      |
| Manuela Dalla Valle                                               | 200 m mell             | 2:30,60                                                                     | 3.       | 8.       | A       | 2:29,86 | 8.      | 8.       |
| Annalisa Nisiro                                                   | 200 m mell             | 2:32,77                                                                     | 5.       | 13.      | B       | 2:31,19 | 4.      | 12.      |
| Ilaria Tocchini                                                   | 100 m pillangó         | 1:02,07                                                                     | 5.       | 13.      | B       | 1:02,78 | 8.      | 16.      |
| Emanuela Viola                                                    | 100 m pillangó         | 1:03,91                                                                     | 7.*      | 24.*     | kiesett | kiesett | kiesett | kiesett  |
| Lorenza Vigarani Manuela Dalla Valle Ilaria Tocchini Silvia Persi | 4 × 100 m vegyes váltó | 4:14,68                                                                     | 2.       | 7.       | A       | 4:13,85 | 8.      | 8.       |

* - egy másik versenyzővel azonos eredményt ért el

## Vitorlázás
Férfi
| Versenyző                          | Versenyszám | Futam  | Futam | Futam | Futam | Futam    | Futam | Futam | Pontszám | Helyezés |
| Versenyző                          | Versenyszám | 1      | 2     | 3     | 4     | 5        | 6     | 7     | Pontszám | Helyezés |
| ---------------------------------- | ----------- | ------ | ----- | ----- | ----- | -------- | ----- | ----- | -------- | -------- |
| Francesco Wirz                     | Divízió II  | 13,0   | 3,0   | 16,0  | 3,0   | (52,0*)  | 3,0   | 25,0  | 63,0     | 6.       |
| Paolo Semeraro                     | Finn dingi  | 29,0   | 13,0  | 11,7  | 23,0  | (40,0**) | 16,0  | 40,0* | 132,7    | 22.      |
| Paolo Montefusco Sandro Montefusco | Finn dingi  | (36,0) | 0,0   | 13,0  | 15,0  | 21,0     | 14,0  | 5,7   | 68,7     | 7.       |

* - nem ért célba

** - kizárták
Női
| Versenyző                   | Versenyszám    | Futam  | Futam | Futam | Futam | Futam | Futam | Futam | Pontszám | Helyezés |
| Versenyző                   | Versenyszám    | 1      | 2     | 3     | 4     | 5     | 6     | 7     | Pontszám | Helyezés |
| --------------------------- | -------------- | ------ | ----- | ----- | ----- | ----- | ----- | ----- | -------- | -------- |
| Anna Bacchiega Nives Monico | 470-es osztály | (26,0) | 16,0  | 11,7  | 15,0  | 17,0  | 19,0  | 17,0  | 95,7     | 12.      |

Nyílt
| Versenyző                                            | Versenyszám     | Futam | Futam | Futam | Futam | Futam  | Futam  | Futam | Pontszám | Helyezés |
| Versenyző                                            | Versenyszám     | 1     | 2     | 3     | 4     | 5      | 6      | 7     | Pontszám | Helyezés |
| ---------------------------------------------------- | --------------- | ----- | ----- | ----- | ----- | ------ | ------ | ----- | -------- | -------- |
| Alfio Peraboni Giorgio Gorla                         | Csillaghajó     | 16,0  | 3,0   | 11,7  | 5,7   | 11,7   | (17,0) | 15,0  | 63,1     | 5.       |
| Giorgio Zuccoli Luca Santella                        | Tornádó         | 15,0  | 11,7  | 5,7   | 13,0  | 3,0    | (21,0) | 11,7  | 60,1     | 5.       |
| Aurelio Dalla Vecchia Gianluca Lamaro Valerio Romano | Soling          | 10,0  | 13,0  | 20,0  | 23,0  | (27,0) | 16,0   | 15,0  | 97,0     | 13.      |
| Claudio Celon Mario Celon                            | Repülő hollandi | 20,0  | 24,0  | 24,0  | 15,0  | (29,0) | 21,0   | 23,0  | 127,0    | 19.      |

## Vívás
Férfi
| Versenyző                                                                              | Versenyszám       | Selejtező | Selejtező | Selejtező | Selejtező | Selejtező | Selejtező | Főtábla                                    | Főtábla                      | Főtábla                            | Vigaszág                                  | Vigaszág                      | Vigaszág                     | Vigaszág                     | Negyeddöntő                        | Elődöntő                                    | Döntő                                                 | Helyezés |
| Versenyző                                                                              | Versenyszám       | 1. kör | 1. kör    | 2. kör | 2. kör    | 3. kör | 3. kör    | 1. kör                                     | 2. kör                       | 3. kör                             | 1. kör                                    | 2. kör                        | 3. kör                       | 4. kör                       | Negyeddöntő                        | Elődöntő                                    | Döntő                                                 | Helyezés |
| Versenyző                                                                              | Versenyszám       | Ellenfél Eredmény | Hely.     | Ellenfél Eredmény | Hely.     | Ellenfél Eredmény | Hely.     | Ellenfél Eredmény                          | Ellenfél Eredmény            | Ellenfél Eredmény                  | Ellenfél Eredmény                         | Ellenfél Eredmény             | Ellenfél Eredmény            | Ellenfél Eredmény            | Ellenfél Eredmény                  | Ellenfél Eredmény                           | Ellenfél Eredmény                                     | Helyezés |
| -------------------------------------------------------------------------------------- | ----------------- | --- | --------- | --- | --------- | --- | --------- | ------------------------------------------ | ---------------------------- | ---------------------------------- | ----------------------------------------- | ----------------------------- | ---------------------------- | ---------------------------- | ---------------------------------- | ------------------------------------------- | ----------------------------------------------------- | -------- |
| Stefano Cerioni                                                                        | Tőr, egyéni       | 3. csoport · Saqer Al-Surayei (KUW) · 5–2 · Leszek Bandach (POL) · 5–3 · Pierre Harper (GBR) · 5–4 · Ko Nakcshun (Go Nak-Chun) (KOR) · 5–3                                                                                         | 1.        | 4. csoport · Thierry Soumagne (BEL) · 4–5 · Robert Davidson (AUS) · 5–1 · Aris Enkelmann (GDR) · 5–1 · Patrick Groc (FRA) · 5–2 · Matthias Gey (FRG) · 5–2             | 1.        | 3. csoport · Abdel Monem El-Husseini (EGY) · 4–5 · Matthias Gey (FRG) · 5–3 · Szekeres Pál (HUN) · 5–1 · Udo Wagner (GDR) · 5–4                                                    | 1.        | Kim Szungphjo (Kim Seung-Pyo) (KOR) · 7–10 |                              |                                    | Szekeres Pál (HUN) · 10–4                 | Matthias Behr (FRG) · 10–8    | Laurent Bel (FRA) · 10–4     | Aris Enkelmann (GDR) · 10–8  | Matthias Gey (FRG) · 10–8          | Aljakszandr Ramanykov (URS) · 10–5          | Udo Wagner (GDR) · 10–7                               |          |
| Mauro Numa                                                                             | Tőr, egyéni       | 5. csoport · Mike Marx (USA) · 4–5 · Pedro Cornet (PAR) · 5–0 · Kim Szungphjo (Kim Seung-Pyo) (KOR) · 5–3 · Ahmed Mohamed (EGY) · 5–3 · Jens Howe (GDR) · 5–3                                                                      | 1.        | 3. csoport · Liu Jün-hung (Liu Yunhong) (CHN) · 2–5 · Umezava Kenicsi (JPN) · 5–2 · Joachim Wendt (AUT) · 5–3 · Ulrich Schreck (FRG) · 5–3 · Érsek Zsolt (HUN) · 3–5   | 3.        | 2. csoport · Thierry Soumagne (BEL) · 4–5 · Jesús Esperanza (ESP) · 5–0 · Bogusław Zych (POL) · 5–4 · Peter Lewison (USA) · 5–3                                                    | 2.        | Emura Kódzsi (JPN) · 10–6                  | Laurent Bel (FRA) · 10–5     | Aljakszandr Ramanykov (URS) · 10–7 |                                           |                               |                              |                              | Aljakszandr Ramanykov (URS) · 9–11 | kiesett                                     | kiesett                                               | 6.       |
| Andrea Borella                                                                         | Tőr, egyéni       | 12. csoport · Léj Cung-man (Lee Chung Man) (HKG) · 5–1 · José Bandeira (POR) · 5–2 · Stephen Angers (CAN) · 5–3 · Thierry Soumagne (BEL) · 5–3 · Lao Sao-pej (Lao Shaopei) (CHN) · 5–3                                             | 1.        | 2. csoport · Sergio Turiace (ARG) · 5–2 · Mike Marx (USA) · 5–2 · Matthias Behr (FRG) · 3–5 · Andrés García (ESP) · 0–5 · Csang Cse-cseng (Zhang Zhicheng) (CHN) · 2–5 | 6.        | kiesett | kiesett   | kiesett                                    | kiesett                      | kiesett                            | kiesett                                   | kiesett                       | kiesett                      | kiesett                      | kiesett                            | kiesett                                     | kiesett                                               | 41.      |
| Sandro Cuomo                                                                           | Párbajtőr, egyéni | 2. csoport · Óscar Pinto (POR) · 5–0 · Stéphane Ganeff (NED) · 5–2 · André Kuhn (SUI) · 5–2 · Roberto Lazzarini (BRA) · 5–3 | 1.        | 3. csoport · Hugh Kernohan (GBR) · 5–1 · Douglas Fonseca (BRA) · 5–2 · Arwin Kardolus (NED) · 4–5 · Witold Gadomski (POL) · 4–5                                        | 3.        | 8. csoport · Mohamed Al-Hamar (KUW) · 3–5 · Juan Miguel Paz (COL) · 5–4 · Kolczonay Ernő (HUN) · 5–1 · Arwin Kardolus (NED) · 5–2 · Philippe Riboud (FRA) · 2–5                    | 3.        | Patrice Gaille (SUI) · 10–7                | Philippe Riboud (FRA) · 8–10 |                                    |                                           | Székely Zoltán (HUN) · 10–9   | Stefano Pantano (ITA) · 10–5 | Alexander Pusch (FRG) · 10–4 | Torsten Kühnemund (GDR) · 10–5     | Philippe Riboud (FRA) · 4–10                | Bronzmérkőzés · Andrej Suvalov (URS) · 8–10           | 4.       |
| Stefano Pantano                                                                        | Párbajtőr, egyéni | 13. csoport · Khaled Jahrami (KUW) · 4–5 · Saleh Sultan Farhan Faraj (BRN) · 5–0 · Hugh Kernohan (GBR) · 5–3 · Michel Dessureault (CAN) · 5–1 · Johannes Nagele (AUT) · 5–2                                                        | 1.        | 10. csoport · Otto Drakenberg (SWE) · 5–5 · Mohamed Al-Hamar (KUW) · 5–4 · John Llewellyn (GBR) · 4–5 · Ludomir Chronowski (POL) · 4–5                                 | 3.        | 4. csoport · André Kuhn (SUI) · 5–2 · Pásztor Szabolcs (HUN) · 5–5 · Johannes Nagele (AUT) · 5–3 · Alexander Pusch (FRG) · 5–4 · Andrej Suvalov (URS) · 4–5                        | 2.        | Martin Brill (NZL) · 8–10                  |                              |                                    | Tu Csen-cseng (Du Zhencheng) (CHN) · 10–4 | Witold Gadomski (POL) · 10–5  | Sandro Cuomo (ITA) · 5–10    | kiesett                      | kiesett                            | kiesett                                     | kiesett                                               | 14.      |
| Angelo Mazzoni                                                                         | Párbajtőr, egyéni | 1. csoport · Zahi El-Khoury (LIB) · 5–0 · Younes Al-Mashmoum (KUW) · 5–4 · Stephen Trevor (USA) · 5–4 · Székely Zoltán (HUN) · 5–4                                                                                                 | 1.        | 8. csoport · Stéphane Ganeff (NED) · 4–5 · Thierry Soumagne (BEL) · 5–0 · Thomas Gerull (FRG) · 5–2 · Jun Namdzsin (Yun Nam-Jin) (KOR) · 5–2                           | 1.        | 7. csoport · Ma Cse (Ma Zhi) (CHN) · 2–5 · Douglas Fonseca (BRA) · 5–0 · Patrice Gaille (SUI) · 5–4 · Michel Dessureault (CAN) · 5–3 · Martin Brill (NZL) · 3–5                    | 2.        | Arno Strohmeyer (AUT) · 7–10               |                              |                                    | Thomas Gerull (FRG) · 6–10                | kiesett                       | kiesett                      | kiesett                      | kiesett                            | kiesett                                     | kiesett                                               | 25.      |
| Giovanni Scalzo                                                                        | Kard, egyéni      | 5. csoport · Olivier Martini (MON) · 5–2 · I Bjongnam (Lee Byeong-Nam) (KOR) · 5–4 · Tadeusz Piguła (POL) · 5–4 · Jürgen Nolte (FRG) · 3–5 · Jean-François Lamour (FRA) · 2–5                                                      | 3.        | 6. csoport · Wulfe Balk (CAN) · 5–3 · Steve Mormando (USA) · 5–2 · Hriszto Etropolszki (BUL) · 1–5 · Nébald György (HUN) · 4–5                                         | 3.        | 1. csoport · Jean-Paul Banos (CAN) · 5–4 · Bujdosó Imre (HUN) · 5–3 · Felix Becker (FRG) · 5–3 · Andrej Alsan (URS) · 2–5 · Pierre Guichot (FRA) · 1–5                             | 4.        | Janusz Olech (POL) · 7–10                  |                              |                                    | Gedővári Imre (HUN) · 10–8                | Andrej Alsan (URS) · 10–8     |                              |                              | Nébald György (HUN) · 10–8         | Janusz Olech (POL) · 9–10                   | Bronzmérkőzés · Philippe Delrieu (FRA) · 10–2         |          |
| Gianfranco Dalla Barba                                                                 | Kard, egyéni      | 6. csoport · I Bjongnam (Lee Byeong-Nam) (KOR) · 5–1 · Wulfe Balk (CAN) · 5–1 · Robert Kościelniakowski (POL) · 5–1 · Felix Becker (FRG) · 5–4 · Szergej Mingyirgaszov (URS) · 0–5                                                 | 2.        | 2. csoport · Vang Cse-ming (Wang Zhiming) (CHN) · 5–2 · Stephan Thönnessen (FRG) · 5–2 · Bujdosó Imre (HUN) · 5–3 · Janusz Olech (POL) · 4–5                           | 2.        | 2. csoport · Steve Mormando (USA) · 4–5 · Stephan Thönnessen (FRG) · 5–4 · Robert Kościelniakowski (POL) · 5–4 · Jean-François Lamour (FRA) · 5–4 · Vaszil Etropolszki (BUL) · 5–3 | 1.        | Philippe Delrieu (FRA) · 8–10              |                              |                                    | Steve Mormando (USA) · 10–7               | Heorhij Pohoszov (URS) · 7–10 |                              |                              | kiesett                            | kiesett                                     | kiesett                                               | 10.      |
| Marco Marin                                                                            | Kard, egyéni      | 1. csoport · Vang Cse-ming (Wang Zhiming) (CHN) · 4–5 · Cseng Ming-hsziang (Yan Wing-Shean) (TPE) · 5–0 · Nikolaj Marincseski (BUL) · 5–1 · Stephan Thönnessen (FRG) · 5–2 · Steve Mormando (USA) · 5–4 · Bujdosó Imre (HUN) · 2–5 | 2.        | 3. csoport · Jean-François Lamour (FRA) · 4–5 · Antonio García (ESP) · 5–1 · Jean-Paul Banos (CAN) · 5–0 · Szergej Mingyirgaszov (URS) · 5–3                           | 1.        | 4. csoport · Tadeusz Piguła (POL) · 4–5 · Hriszto Etropolszki (BUL) · 5–4 · Peter Westbrook (USA) · 5–3 · Heorhij Pohoszov (URS) · 5–2 · Gedővári Imre (HUN) · 4–5                 | 2.        | Pierre Guichot (FRA) · 9–10                |                              |                                    | Tadeusz Piguła (POL) · 9–10               | kiesett                       |                              |                              | kiesett                            | kiesett                                     | kiesett                                               | 14.      |
| Andrea Borella Stefano Cerioni Federico Cervi Andrea Cipressa Mauro Numa               | Tőr, csapat       | 4. csoport · Magyarország (HUN) · 9–6 · Dél-Korea (KOR) · 9–5 · Japán (JPN) · 9–2 | 1.        | |           | |           |                                            |                              |                                    |                                           |                               |                              |                              | NSZK (FRG) · 6–9                   | Az 5–8. helyért · Lengyelország (POL) · 7–9 | A 7. helyért · Kína (CHN) · 9–4                       | 7.       |
| Stefano Bellone Andrea Bermond Des Ambrois Sandro Cuomo Angelo Mazzoni Stefano Pantano | Párbajtőr, csapat | 4. csoport · Dél-Korea (KOR) · 8–6 · Spanyolország (ESP) · 8–5 | 1.        | |           | |           | erőnyerő                                   |                              |                                    |                                           |                               |                              |                              | Svájc (SUI) · 9–5                  | NSZK (FRG) · 7–8                            | Bronzmérkőzés · Szovjetunió (URS) · 8–8               | 4.       |
| Giovanni Scalzo Marco Marin Gianfranco Dalla Barba Ferdinando Meglio Massimo Cavaliere | Kard, csapat      | 2. csoport · NSZK (FRG) · 9–5 · Egyesült Államok (USA) · 9–4 | 1.        | |           | |           |                                            |                              |                                    |                                           |                               |                              |                              | erőnyerő                           | Magyarország (HUN) · 5–9 ·                  | Bronzmérkőzés · Franciaország (FRA) · 8 (64)–8 (63) · |          |

Női
| Versenyző                                                                                        | Versenyszám | Selejtező | Selejtező | Selejtező | Selejtező | Selejtező | Selejtező | Főtábla                           | Főtábla                    | Vigaszág                                 | Vigaszág                  | Negyeddöntő             | Elődöntő                   | Döntő              | Helyezés |
| Versenyző                                                                                        | Versenyszám | 1. kör | 1. kör    | 2. kör | 2. kör    | 3. kör | 3. kör    | 1. kör                            | 2. kör                     | 1. kör                                   | 2. kör                    | Negyeddöntő             | Elődöntő                   | Döntő              | Helyezés |
| Versenyző                                                                                        | Versenyszám | Ellenfél Eredmény | Hely.     | Ellenfél Eredmény | Hely.     | Ellenfél Eredmény | Hely.     | Ellenfél Eredmény                 | Ellenfél Eredmény          | Ellenfél Eredmény                        | Ellenfél Eredmény         | Ellenfél Eredmény       | Ellenfél Eredmény          | Ellenfél Eredmény  | Helyezés |
| ------------------------------------------------------------------------------------------------ | ----------- | --- | --------- | --- | --------- | --- | --------- | --------------------------------- | -------------------------- | ---------------------------------------- | ------------------------- | ----------------------- | -------------------------- | ------------------ | -------- |
| Margherita Zalaffi                                                                               | Tőr, egyéni | 7. csoport · Stefanek Gertrúd (HUN) · 2–5 · Morikava Akemi (JPN) · 5–1 · Jolanta Królikowska (POL) · 5–1 · Madeleine Philion (CAN) · 5–1              | 1.        | 5. csoport · Sabine Bau (FRG) · 2–5 · Agnieszka Dubrawska (POL) · 5–2 · Brigitte Latrille-Gaudin (FRA) · 5–2 · Kovács Edit (HUN) · 5–4 · Reka Zsofia Lazăr-Szabo (ROU) · 5–3         | 1.        | 3. csoport · Tatyjana Szadovszkaja (URS) · 4–5 · Anna Sobczak (POL) · 5–1 · Reka Zsofia Lazăr-Szabo (ROU) · 5–2 · Jánosi Zsuzsa (HUN) · 5–1 · Anja Fichtel-Mauritz (FRG) · 5–1 | 1.        | Kovács Edit (HUN) · 8–5           | Jelena Glikina (URS) · 7–8 |                                          | Sabine Bau (FRG) · 7–8    | kiesett                 | kiesett                    | kiesett            | 9.       |
| Dorina Vaccaroni                                                                                 | Tőr, egyéni | 4. csoport · Mijahara Mieko (JPN) · 5–4 · Mary O'Neill (USA) · 5–0 · Csu Csing-jüan (Zhu Qingyuan) (CHN) · 5–4 · Tatyjana Szadovszkaja (URS) · 5–3    | 1.        | 3. csoport · Sin Szongdzsa (Sin Seong-Ja) (KOR) · 3–5 · Jánosi Zsuzsa (HUN) · 2–5 · Sharon Monplaisir (USA) · 5–0 · Linda Ann Martin (GBR) · 5–3 · Tatyjana Szadovszkaja (URS) · 5–2 | 2.        | 2. csoport · Fiona McIntosh (GBR) · 5–2 · Madeleine Philion (CAN) · 5–4 · Sabine Bau (FRG) · 5–4 · Jelena Glikina (URS) · 5–0 · Sin Szongdzsa (Sin Seong-Ja) (KOR) · 2–5       | 2.        | Zita-Eva Funkenhauser (FRG) · 7–8 |                            | Sin Szongdzsa (Sin Seong-Ja) (KOR) · 8–1 | Jánosi Zsuzsa (HUN) · 3–8 | kiesett                 | kiesett                    | kiesett            | 10.      |
| Annapia Gandolfi                                                                                 | Tőr, egyéni | 9. csoport · Alessandra Mariéthoz (SUI) · 5–3 · Jacynthe Poirier (CAN) · 5–1 · Olga Voscsakina (URS) · 3–5 · Thak Cshongim (Tak Jeong-Im) (KOR) · 3–5 | 3.        | 2. csoport · Thalie Tremblay (CAN) · 2–5 · Anna Sobczak (POL) · 5–4 · Isabelle Spennato (FRA) · 5–4 · Anja Fichtel-Mauritz (FRG) · 1–5 · Thak Cshongim (Tak Jeong-Im) (KOR) · 2–5    | 5.        | kiesett | kiesett   | kiesett                           | kiesett                    | kiesett                                  | kiesett                   | kiesett                 | kiesett                    | kiesett            | 27.      |
| Dorina Vaccaroni Margherita Zalaffi Francesca Bortolozzi-Borella Lucia Traversa Annapia Gandolfi | Tőr, csapat | 4. csoport · Kína (CHN) · 9–6 · Japán (JPN) · 9–0 | 1.        | |           | |           |                                   |                            |                                          |                           | Dél-Korea (KOR) · 9–4 · | Magyarország (HUN) · 9–3 · | NSZK (FRG) · 4–9 · |          |

## Vízilabda
| Olasz férfi vízilabdacsapat-játékoskeret                                                                                        | Olasz férfi vízilabdacsapat-játékoskeret                                                                                  |
| --- | --- |
| - Paolo Trapanese - Alfio Misaggi - Andrea Pisano - Antonello Steardo - Alessandro Campagna - Paolo Caldarella - Mario Fiorillo | - Francesco Porzio - Stefano Postiglione - Riccardo Tempestini - Massimiliano Ferretti - Marco D’Altrui - Gianni Averaimo |

### Eredmények
Csoportkör
A csoport
| Csapat              | M | Gy | D | V | G+ | G– | Gk  | P  |
| ------------------- | - | -- | - | - | -- | -- | --- | -- |
| NSZK (FRG)          | 5 | 5  | 0 | 0 | 60 | 37 | +23 | 10 |
| Szovjetunió (URS)   | 5 | 3  | 1 | 1 | 63 | 30 | +33 | 7  |
| Olaszország (ITA)   | 5 | 3  | 1 | 1 | 48 | 33 | +15 | 7  |
| Ausztrália (AUS)    | 5 | 2  | 0 | 3 | 40 | 39 | +1  | 4  |
| Franciaország (FRA) | 5 | 1  | 0 | 4 | 43 | 54 | –11 | 2  |
| Dél-Korea (KOR)     | 5 | 0  | 0 | 5 | 14 | 75 | –61 | 0  |

| 1988. szeptember 21. 14:00 | Olaszország (ITA)    | 9–9 | Szovjetunió (URS) |  |
| 1988. szeptember 21. 14:00 | (2–3, 1–2, 3–2, 3–2) |     |                   |  |
| 1988. szeptember 21. 14:00 |                      |     |                   |  |

| 1988. szeptember 22. 14:00 | Dél-Korea (KOR)      | 1–11 | Olaszország (ITA) |  |
| 1988. szeptember 22. 14:00 | (0–5, 1–2, 0–1, 0–3) |      |                   |  |
| 1988. szeptember 22. 14:00 |                      |      |                   |  |

| 1988. szeptember 23. 15:15 | Ausztrália (AUS)     | 5–7 | Olaszország (ITA) |  |
| 1988. szeptember 23. 15:15 | (1–1, 0–3, 2–2, 2–1) |     |                   |  |
| 1988. szeptember 23. 15:15 |                      |     |                   |  |

| 1988. szeptember 26. 09:00 | Olaszország (ITA)    | 7–10 | NSZK (FRG) |  |
| 1988. szeptember 26. 09:00 | (2–4, 3–2, 1–2, 1–2) |      |            |  |
| 1988. szeptember 26. 09:00 |                      |      |            |  |

| 1988. szeptember 27. 9:00 | Franciaország (FRA)  | 8–14 | Olaszország (ITA) |  |
| 1988. szeptember 27. 9:00 | (3–3, 2–3, 1–3, 2–5) |      |                   |  |
| 1988. szeptember 27. 9:00 |                      |      |                   |  |

Az 5–8. helyért
| Csapat              | M | Gy | D | V | G+ | G– | Gk | P |
| ------------------- | - | -- | - | - | -- | -- | -- | - |
| Magyarország (HUN)  | 3 | 1  | 2 | 0 | 28 | 20 | +8 | 4 |
| Spanyolország (ESP) | 3 | 1  | 1 | 1 | 24 | 23 | +1 | 3 |
| Olaszország (ITA)   | 3 | 1  | 1 | 1 | 25 | 25 | 0  | 3 |
| Ausztrália (AUS)    | 3 | 1  | 0 | 2 | 18 | 27 | –9 | 2 |

| 1988. szeptember 30. 11:30 | Olaszország (ITA)    | 9–9 | Magyarország (HUN) |  |
| 1988. szeptember 30. 11:30 | (2–1, 1–2, 2–4, 4–2) |     |                    |  |
| 1988. szeptember 30. 11:30 |                      |     |                    |  |

| 1988. október 1. 14:00 | Olaszország (ITA)    | 9–11 | Spanyolország (ESP) |  |
| 1988. október 1. 14:00 | (3–2, 4–2, 1–4, 1–3) |      |                     |  |
| 1988. október 1. 14:00 |                      |      |                     |  |

| Csapat            | Helyezés |
| ----------------- | -------- |
| Olaszország (ITA) | 7.       |